# キタノドジロコクイナ
キタノドジロコクイナ(北喉白小水鶏、学名：Laterallus albigularis) は、ツル目クイナ科に分類される鳥類の一種である。別名キタノドジロコビトクイナとも呼ばれる。

## 分布
ホンジュラス、コスタリカからコロンビア、エクアドルにかけて分布する。

## 形態
体長14-16cm。頭頂部はオリーブ色がかった褐色で、顔は赤紫色がかった褐色である。背中は赤褐色、背下部、雨覆は暗い褐色である。喉から上胸にかけては白色で、体の側面と脇は黒色で白色の横縞がはいる。

## 生態
湿地や草地、河川や湖沼の周囲の茂みに生息する。
昆虫類や植物の種子を食べる。
茂みの中に営巣し、1腹3-5個の卵を産む。

## 亜種
以下の3亜種に分類される。
- Laterallus albigularis albigularis

基亜種。コスタリカから、パナマまでの中央アメリカの太平洋側と、コロンビア北部からエクアドル西部にかけて分布する。
- Laterallus albigularis cinereiceps

ホンジュラス東南部からパナマ西部にかけて分布する。
- Laterallus albigularis cerdaleus

コロンビア東部に分布する。